# Хондошко Валентина Андріївна
Валенти́на Андрі́ївна Хондо́шко (25 серпня 1912 , Санкт-Петербург  — невідомо ) — українська радянська діячка, хімік, робітниця-стахановка, начальник зміни Шосткинської фабрики кіноплівки Чернігівської (потім — Сумської) області. Депутат Верховної Ради УРСР 1-го скликання.

## Біографія
Народилася 25 серпня 1912 року в місті Санкт-Петербург в родині коваля Путиловського заводу Андрія Хондожка. Батько походив із селян-бідняків села Прокопівки на Новгород-Сіверщині, з 1909 року працював на Путиловському заводі. У 1917 році повернувся із родиною до Новгород-Сіверського повіту Чернігівської губернії, організовував та був командиром червоних партизанських загонів. Потім перебував на партійній роботі, помер у 1934 році.
1930 року закінчила неповну середню школу. З 1930 по 1932 рік навчалася у Шосткинській школі фабрично-заводського навчання (ФЗН).
У 1932–1933 роках — робітниця, у 1933–1936 роках — бригадир, у 1936–1941 роках — начальник зміни Шосткинської фабрики кіноплівки № 6 міста Шостки Чернігівської (з 1939 року — Сумської) області. Обиралася членом фабкому, секретарем цехової організації та членом комітету ЛКСМУ фабрики. Закінчила дворічні курси підвищення кваліфікації.
Член ВКП(б) з 1938 року.
26 червня 1938 року обрана депутатом  Верховної Ради УРСР 1-го скликання по Шосткинській виборчій окрузі  № 158 Чернігівської області.
Під час німецько-радянської війни перебувала в евакуації, працювала інспектором у міжраймашпромі.
З 1944 року — начальник відділу, начальник цеху Шосткинської фабрики кіноплівки № 3 міста Шостки Сумської області.
У 1945 році — інструктор ЦК КП(б)У.

## Нагороди
- орден Трудового Червоного Прапора (23.01.1948)